# Bolesław II. (Polen)

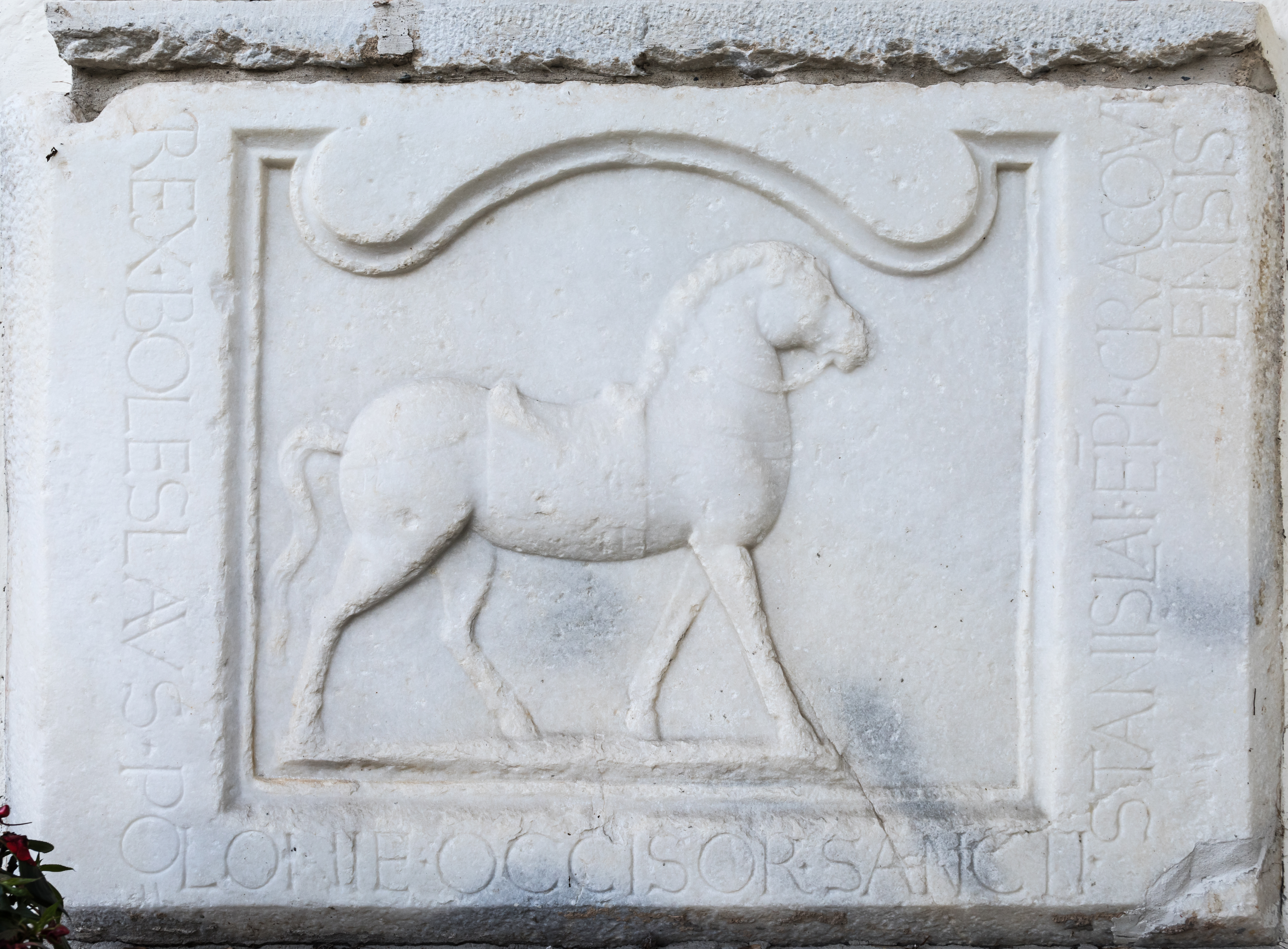
Grabstein für Boleslaus II., den „stummen Büßer zu Ossiach“

Bolesław II., genannt „der Großzügige“, auch „der Kühne“ (polnisch Bolesław II. Szczodry oder Śmiały, lateinisch Boleslaus; * 1042; † 22. März 1081 in Ungarn), war der Sohn des polnischen Herzogs Kasimir I. Karl und der ruthenischen Prinzessin Maria Dobroniega. Er entstammte der Dynastie der Piasten und war ab 1058 Herzog von Polen und von 1076 bis 1079 König von Polen.

## Leben
Die Politik des Vaters weiterführend, konzentrierte sich Bolesław auf die Aufgaben des inneren Aufbaus des Staates, insbesondere im wirtschaftlichen und kirchlichen Bereich: vor allem hat Bolesław ein Netz von Märkten angelegt, die Münzprägung gefördert, die Benediktinerabteien Tyniec bei Krakau und Mogilno in Kujawien entweder gegründet bzw. großzügig ausgestattet.
Bolesław musste aber vom Beginn seiner Regierung an auf die politischen Schwierigkeiten seiner Verwandten Rücksicht nehmen: 1060 intervenierte er in Ungarn zugunsten seines Onkels Béla I., 1063 kam er seinem Vetter Géza I. zu Hilfe, 1077 trat er für seinen Vetter Ladislaus I. ein und mehrmals (1069, 1077) verhalf er seinem Vetter und Onkel, dem Großfürsten Izjaslaw von Kiew zur Rückgewinnung seines Throns. Die guten Beziehungen Bolesławs zu Herzog Vratislav von Böhmen, der seit 1063 mit Bolesławs Schwester, Świętosława von Polen, vermählt war, verschlechterten sich aus unbekannten Gründen um 1070. Der deutsche König, Heinrich IV., forderte eine Beendigung der gegenseitigen Raubzüge. Als Bolesław 1072 gegen diese königliche Weisung verstieß, wurde ein großer Feldzug gegen Polen vorbereitet, was von der sächsischen Opposition als ein Täuschungsmanöver verstanden wurde und zum Sachsenaufstand von 1073 beitrug. Bolesław nutzte die neue Situation: Er verweigerte den Tribut sowohl dem deutschen König als auch dem böhmischen Herzog für den Besitz Schlesiens.
Spätestens nach der römischen Fastensynode vom Februar 1075 wandte sich Bolesław an Papst Gregor VII., der im April des Jahres seine Legaten nach Polen schickte, um die kirchlichen Verhältnisse zu ordnen und insbesondere um die Gnesener Metropolitanrechte wiederherzustellen. Die politischen Fragen wurden im päpstlichen Schreiben nicht berücksichtigt; sie gehörten offensichtlich zu den mündlichen Aufträgen, die der Papst den Legaten mitgegeben hatte. Unbekannt sind die Bedingungen, unter welchen die Krönung Bolesławs zum König von Polen 1076 vollzogen wurde. Sollte Gregor VII. in Einklang mit den Grundsätzen seiner Lehnspolitik die Absicht gehabt haben, Polen in ein Lehnsverhältnis zum Heiligen Stuhl zu bringen, so ist er über bloße Ansprüche nicht hinausgekommen. Man kann dagegen vermuten, dass sich Bolesław bereit erklärte, den Peterspfennig einzuführen und dass eben er ihn auch tatsächlich eingeführt hat. Da es sich aber bei dem Peterspfennig um eine Herdsteuer handelte, die von der Bevölkerung bezahlt wurde, konnte seine Erhebung nicht zu einer engeren Bindung des polnischen Königtums an das Papsttum führen.
Bolesławs militärische Interventionen in der Kiewer Rus und im Königreich Ungarn zeigten, wie mächtig das neue Königtum war. Die autoritären Züge in Bolesławs Regierung verschärften sich nach der Krönung, wohl in Überschätzung seiner Königswürde. Zu einem offenen Konflikt zwischen Bolesław und der Adelsopposition kam es spätestens um die Wende 1079.
Als Bolesław den Bischof Stanislaus von Krakau als angeblichen Verräter am Altar mit dem Schwert zerstückelte (»truncacioni membrorum adhibuit«, † 11. April 1079), brach ein Aufstand aus: Bolesław musste schließlich aus dem Lande fliehen und suchte bei Ladislaus I. von Ungarn um Hilfe und Schutz an. Er verstarb im Exil. Nachfolger wurde sein Bruder Władysław I. Herman, der nicht als König, sondern als Herzog Polens regierte.

## Der stumme Büßer zu Ossiach
Die Sage, die auch in Polen verbreitet ist und vielfach sogar geglaubt wird, erzählt, dass an einem Sommerabend des Jahres 1082 ein müder Wanderer im Pilgergewand an die Pforte des Klosters Ossiach in Kärnten klopfte und durch Gesten zu verstehen gab, dass er stumm sei und als dienender Bruder dem Kloster dienen möchte. Acht Jahre verbrachte der Unbekannte stumm im Kloster und verrichtete demütig und geduldig die niedrigsten Dienste, ehe ihn, der im besten Alter stand, eine schwere Krankheit aufs Lager warf. Als er seine letzte Stunde herannahen fühlte, löste sich seine Zunge, und er bat, die Beichte ablegen zu dürfen. Dem verwunderten Beichtvater bekannte er, wer er gewesen sei, warum er nach Ossiach gekommen sei und welches Verbrechen er büßen wollte.
Boleslaus sei sein Name, und König von Polen sei er gewesen, ein glänzender Sieger über seine Feinde. Hochmütig sei er durch seine Erfolge geworden, unbeherrscht und gewalttätig sei er gewesen, grausam zu seinen Truppen, hart gegen sein Volk, dem er unerschwingliche Steuern auferlegt habe, und also schnell verhasst bei den Untertanen. Als Stanislaus, der Bischof von Krakau, ihm seine Untaten vorhielt und ihn sogar mit dem Bann belegte, habe er ihn in rasendem Zorn während der Messe im Dom erschlagen.
Vor dem erbitterten Volk, das sich gegen seinen Herrscher empörte, sei er nach Ungarn geflüchtet, dann heimlich zum Papst um Vergebung gepilgert, der ihm als Buße auferlegt habe, so lange zu wandern, bis er an einen Ort komme, wo das Wasser aufwärts fließe. Ruhelos also, so meinte er, müsse er bis an sein Lebensende umherstreifen, doch als er zum Seebach kam, der aus dem Ossiacher See in südwestlicher Richtung abfließt, vernahm er von den Anwohnern, dass der Bach „hinauf“ fließe, denn in Kärnten ist alles „oben“, was nach Norden liegt. Im Kloster am See fand der Wanderer dann das Kloster, einen stillen Ort, wo er fern der Welt seine Sünden büßen und in Ruhe dem Herrn bis zu seinem Tode dienen konnte.
Dem Abt übergab der Sterbende seinen Siegelring und verschied dann friedlich unter dem Gebet der am Sterbebette versammelten Brüder. Der Leichnam des Königs wurde in der Kirche beigesetzt, und ein Grabstein bezeichnet noch heute die Stelle, wo der stumme königliche Büßer seine letzte Ruhestätte fand. „Boleslaus, König von Polen, der den heiligen Stanislaus, Bischof von Krakau, getötet“, besagt die lateinische Inschrift.
Zahlreiche Polen besuchten die Grabstätte ihres Königs bis in die jüngste Zeit. Sein Siegelring aber wurde von einem der Besucher entwendet und soll in der polnischen Schatzkammer verwahrt worden sein.

## Ehe und Familie
Bolesław heiratete um 1069 eine namentlich nicht bekannte Prinzessin, möglicherweise deutscher, böhmischer oder ruthenischer Herkunft. Mit ihr hatte er den Sohn Mieszko.

## Verweise